# Joseph Muzondo
 Joseph Muzondo es un pintor y escultor de Zimbabue, que ha expuesto desde la década de 1980. 

## Datos biográficos
Aprendió de forma informal de su tío; Joseph Muzondo posteriormente se unió a BAT Visual Art Studios en Durban, y fue uno de los primeros estudiantes de la Workshop School dirigida por Frank McEwen . Ha estudiado y enseñado en Tanzania y Austria , y ha expuesto en todo el mundo, su obra se encuentra en las colecciones de la Galería Nacional de Zimbabue.